# قسط عملاق
قسط عملاق (الاسم العلمي: Costus giganteus) هو نوع من النباتات يتبع جنس القسط من الفصيلة القسطية.